# 四德拉克馬

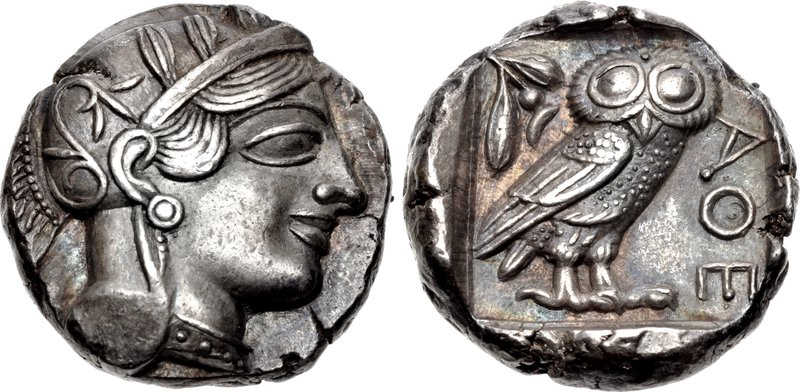
前499年後，古雅典發行的四德拉克馬銀幣

四德拉克馬 （希臘語：τετράδραχμον），是古希臘銀幣，幣值等同四個德拉克馬，在前510年到前38年間廣泛於希臘世界使用。
現存的四德拉克馬主要是雅典在前五世紀鑄造的，並在當時在希臘世界的貿易場合廣泛使用，甚至包括那些與雅典交惡的城邦。雅典四德拉克馬上有著貓頭鷹像，這圖像代表雅典城邦。除雅典之外，尚有幾種四德拉克馬在希臘世界流通，如伊齊那所發行的貨幣，它們有各種不同流通標準。雅典使用阿提卡標準，四德拉克馬約等於17公克重，伊齊那標準四德拉克馬約等於20公克重。
在亞歷山大大帝和希臘化時代時，四德拉克馬用的更加廣泛，並擴大使用到波斯和印度地區。

## 參照
- 德拉克馬

## 外部連結
- Pictures of Athenian tetradrachms